# Drievoudig verhoogde dodecaëder
Een drievoudig verhoogde dodecaëder is in de meetkunde het johnsonlichaam J61. Deze ruimtelijke figuur kan worden geconstrueerd door drie vijfhoekige piramides J2 met hun grondvlakken op drie vijfhoekige zijvlakken van een regelmatig twaalfvlak te plaatsen, die niet naast elkaar liggen.
Een verhoogde dodecaëder J58, een paradubbelverhoogde dodecaëder J59 en een metadubbelverhoogde dodecaëder J60 worden ook geconstrueerd door vijfhoekige piramides tegen de zijvlakken van een regelmatig twaalfvlak te plaatsen, achtereenvolgens een, twee en twee piramides, maar nooit tegen naast elkaar liggende zijvlakken van het twaalfvlak aan. De zijvlakken van een regelmatig twaalfvlak zijn alle 12 een regelmatige vijfhoek.
- (en)  MathWorld. Triaugmented Dodecahedron.